# Acaena latebrosa
Acaena latebrosa é uma espécie de rosácea do gênero Acaena, pertencente à família Rosaceae.